# Сплет
Сплет је пети соло албум Бранимира Штулића. Сниман је током периода 2011. — 2021. године у Холандији где Штулић три деценије живи, а објављен је на видео платформи Јутјуб на каналу под псеудонимом PETROVICPETAR за издавачку кућу Azra Music ©. Бранимир Џони Штулић, песник и музичар, оснивач и спиритус мовенс групе Азра, објавио је 1. јануара 2022. године на свом Јутјуб каналу дупли албум са 28 песама и тако је за нову годину изненадио своје обожаваоце и на свом званичном Јутјуб каналу.

## Списак песама
1. Глобус инстр. (Б. Штулић) 02:20
2. Bide My Time (Б. Штулић) 3:31
3. Позив на плес (Б. Штулић) 4:30
4. И то се понекад дешава (Б. Штулић) 3:05
5. Запршка (Б. Штулић) 2:14
6. Већ знате за моје пољупце (Б. Штулић) 2:14
7. Обратите пажњу на последње (Б. Штулић) 3:20
8. Између нас (Б. Штулић) 3:46
9. Злато моје мајке (Б. Штулић) 2:56
10. Немој ми рећи два пута (Б. Штулић) 3:42
11. Дан (Б. Штулић) 2:17
12. Не ударај главом друже плави (Б. Штулић) 2:51
13. Глупи лутају далеко (Б. Штулић) 2:07
14. Господар самоће (Б. Штулић) 3:11
15. Севдах шатл (Б. Штулић) 2:43
16. Збогом на влашком путу (Б. Штулић) 3:55
17. Лаку ноћ (Б. Штулић) 2:16
18. Right Now (Б. Штулић) 2:14
19. Лекција (Б. Штулић) 3:46
20. Излазак из коме (Б. Штулић) 2:07
21. Како сте инстр. (Б. Штулић) 2:12
22. Сунчана страна улице (Б. Штулић) 03:16
23. Карта за срећу (Б. Штулић) 2:42
24. Реквијем (Б. Штулић) 2:29
25. Фантазија (Б. Штулић) 2:32
26. Навике (Б. Штулић) 3:28
27. Меланхолија (Б. Штулић) 2:50
28. Дуњо бре (Б. Штулић) 3:18